# MPEG-1 Audio Layer 1
MPEG-1 Audio Layer 1 (MP1) ist ein von der Moving Picture Experts Group standardisiertes Verfahren zur Audiodatenkompression. Dabei wird versucht, keine für den Menschen hörbaren Verluste zu erzeugen.
Der erste Audio Layer ist ein Vorläufer des bekannten Audioformates MP3. Verwendet wird eine Filterbank mit 32 Frequenzbändern gleicher Bandbreite. Die Quantisierungsauflösung von jedem Band wird so gewählt, dass die nicht wahrnehmbaren Signalteile im Quantisierungsrauschen untergehen. Im Vergleich zu dem etablierten MP3 enthielt dieses Audioformat noch die geringste Form der Komplexität und Kompression.
MPEG-1 Audio Layer 1 mit einer Bitrate von 384 kbit/s wurde bei der von Philips entwickelten Digital Compact Cassette (DCC) als Audiokodierung verwendet. Die damalige Bezeichnung der Firma Philips für diesen Codec lautete PASC und stand für Precision Adaptive Sub-band Coding (zu Deutsch etwa: Sich in ihrer Genauigkeit anpassende Kodierung von Sub-Bändern).